# John Wolley
John Wolley (Matlock, 13 maggio 1823 – 20 novembre 1859) è stato un ornitologo britannico, noto per i suoi studi sul dodo e l'alca impenne e per la sua collezione di uova di uccello.
Studiò a Eton (1836) e poi al Trinity College (1842). Laureatosi nel 1846, si trasferì a Londra, interessandosi alla storia del dodo e diventando amico di Hugh Edwin Strickland. L'anno successivo si spostò a Edimburgo, con l'intento di studiare medicina. Divenne Presidente della Royal Medical Society nel 1850.
Viaggiò in Spagna (1845), Germania e Svizzera (1846), dando inizio ai suoi studi ornitologici e alla sua collezione di uova. Studiò gli uccelli delle Fær Øer, dando il proprio contributo alle Contributions to Ornithology for 1850 di Sir William Jardine. Successivamente, tornò a Londra e iniziò i propri studi sull'alca impenne.
Nel 1853, effettuò una spedizione al circolo polare artico, ma al suo ritorno in patria la sua salute peggiorò notevolmente, arrivando a soffrire di perdita della memoria. La sua collezione e i suoi studi furono ceduti a Alfred Newton, che li catalogò nella nota Ootheca Wolleyana, donata successivamente al British Museum.